# Poveljstvo operativnih sil (Vojska Srbije)
Poveljstvo operativnih sil je organizacija znotraj Generalštaba Vojske Srbije, ki usmerja delovanje operativnih vojaških enot Vojske Srbije.

## Organizacija
- Poveljnik

- Namestnik poveljnika
- Sekretar
- Štab

- 63. padalska brigada
- 72. specialna brigada
- 20. motorizirana brigada
- 1. oklepna brigada
- 252. oklepna brigada
- 203. motorizirana artilerijska brigada
- 401. artilerijska brigada zračne obrambe
- 305. inženirska brigada
- 246. RKBO brigada
- 5. bataljon vojaške policije
- 228. bv
- 402. pontonski bataljon
- 30. bataljon RKBO
- 24. bsd
- KS
- čEliPED
- vVOJ

## Poveljstvo
Poveljnik
- generalmajor Dragan Kolundžija

Namestnik poveljnika
- polkovnik Aleksandar Živković